# Héctor Faubel

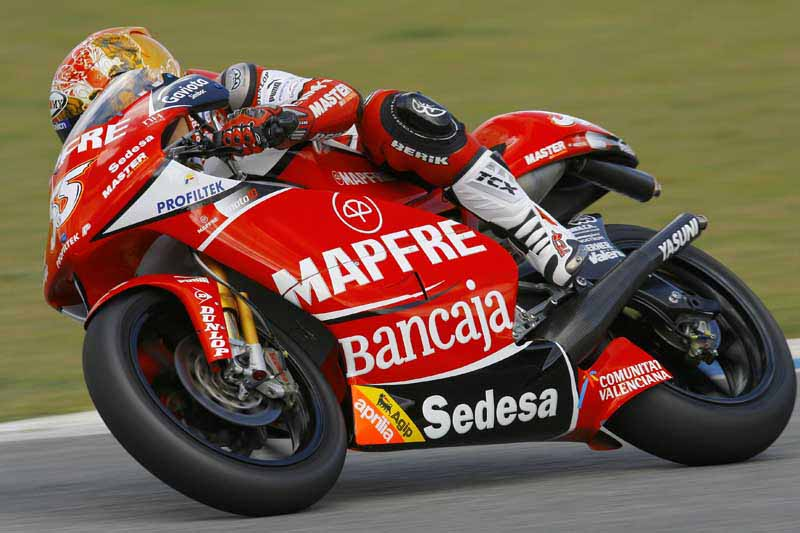
Faubel 2008 auf Aprilia

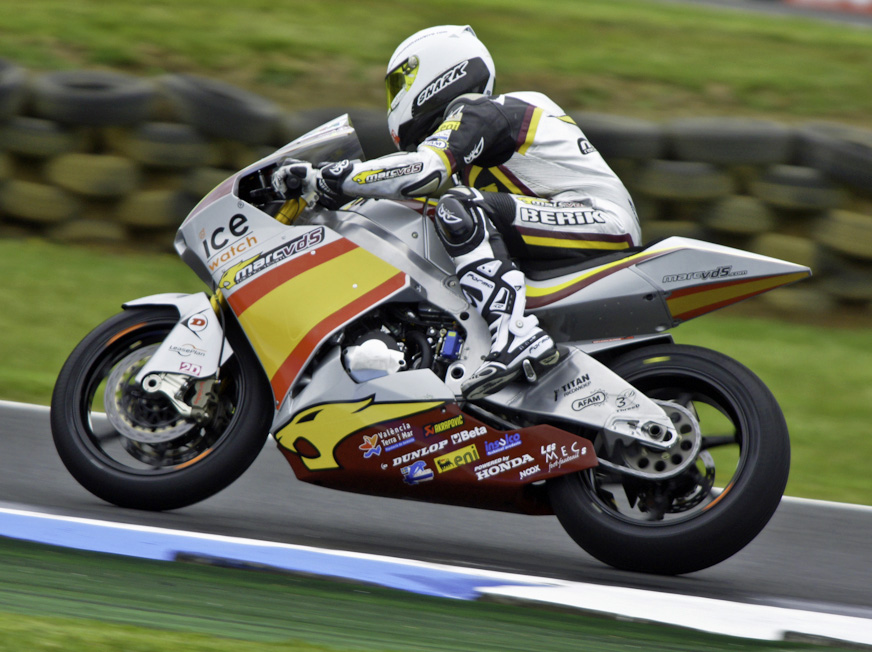
Faubel 2010 auf Suter

Héctor Faubel Rojí (* 10. August 1983 in Liria) ist ein ehemaliger spanischer Motorradrennfahrer.

## Karriere
Héctor Faubel begann im Alter von zehn Jahren mit dem Motorradfahren, 1993 gewann er eine regional Minibike-Meisterschaft in Spanien. 1997 wechselte er in den Straßenrennsport und nahm an der Spanischen 125-cm³-Meisterschaft teil, die er als Fünfter abschloss. Im folgenden Jahr gewann er den spanischen Aprilia-125-cm³-Cup. Faubel startete bis 2002 in der Spanischen Motorradmeisterschaft und gewann dort 2002 in der 250-cm³-Klasse auf Aprilia den Titel.
Sein Debüt in der Motorrad-Weltmeisterschaft gab Héctor Faubel als Wildcard-Pilot beim Grand Prix van Spanien 2000 in der 125-cm³-Klasse auf einer Aprilia. In der Folge startete er bis 2001 bei den in Spanien ausgetragenen WM-Läufen, konnte dabei aber nicht in die Punkteränge fahren.
Zur Saison 2002 wechselte Héctor Faubel permanent in der Motorrad-WM, wo er bis 2004 eher unauffällig für das Aspar Team des vierfachen Weltmeisters Jorge Martínez startete.
Im Jahr 2005 wechselte Faubel innerhalb des Teams in die 125-cm³-Klasse, wo ihm der Durchbruch gelang. Bereits bei seinem zweiten 125er-Rennen, dem Grand Prix von Portugal, erreichte er mit Rang zwei seine erste Podiumsplatzierung, die Saison schloss er als Neunter der Gesamtwertung ab.
2006 gelang ihm beim Großen Preis der Türkei sein erster Grand-Prix-Sieg. Nach einem weiteren Sieg bei Rennen in Valencia und insgesamt fünf Podiumsplatzierungen, wurde Faubel am Saisonende, hinter seinem Landsmann und Teamkollegen Álvaro Bautista und dem finnischen KTM-Piloten Mika Kallio, Dritter der 125-cm³-Weltmeisterschaft.
In der Saison 2007 kämpfte Héctor Faubel mit Gábor Talmácsi, einem seiner Teamkollegen, bis zum letzten Rennen um die WM-Krone. Beim letzten Saisonlauf in Valencia waren die beiden dem übrigen Feld weit enteilt und kämpften um den Sieg. Faubel versuchte lange Zeit, den Ungarn mit teilweise unfairen Mitteln zu blockieren, damit die nachfolgenden Fahrer das Duo einholen und Talmácsi so um wertvolle WM-Zähler bringen könnten, was aber nicht gelang. Héctor Faubel gewann zwar das Rennen, Gábor Talmácsi sicherte sich durch Rang zwei jedoch mit fünf Punkten Vorsprung den Titel.
2008 fuhr Faubel erneut in der 250-cm³-Klasse; er startete weiterhin auf einer Aprilia, diesmal wieder im Aspar-Team. Er belegte am Ende der Saison den 14. Gesamtrang, während Teamkollege Álvaro Bautista Vizeweltmeister geworden war. 2009 gelang ihm beim Großen Preis der Frankreich, inzwischen auf einer Honda, als Zweiter hinter Marco Simoncelli der einzige Podestplatz in dieser Klasse. Die Saison schloss es als Neunter ab.
2010 wurde aus der Klasse die Moto2-Kategorie und Faubel wechselte zu Marc VDS Racing, wo er auf Suter fuhr.
Für 2011 erhielt er keinen neuen Vertrag und kehrte in die 125-cm³-Klasse zu Aspar zurück. Am Ende wurde er mit einem Sieg in Deutschland (er war zeitgleich mit Johann Zarco ins Ziel gekommen, Faubel jedoch hatte die schnellste Runde gefahren) Fünfter im WM-Klassement.
2012 wurde aus der 125-cm³- die Moto3-Klasse. Er erreichte in diesem Jahr keinen Podestplatz; ein fünfter Platz beim letzten Rennen in Valencia war sein bestes Resultat. Er schloss die Saison als Gesamt-16. ab.
Da das Maximalalter in dieser Klasse bei 30 Jahren liegt, durfte er 2013 nicht mehr antreten. Da er auch keinen Platz in der Moto2 fand, beendete er seine Karriere.

## Statistik

### Titel
- 2002 – Spanischer 250-cm³-Meister auf Aprilia
- 8 Grand-Prix-Siege

### In der Motorrad-WM
| Saison | Klasse  | Motorrad  | Rennen | Siege | Podien | Poles | Punkte | Ergebnis |
| ------ | ------- | --------- | ------ | ----- | ------ | ----- | ------ | -------- |
| 2000   | 125 cm³ | Aprilia   | 2      | –     | –      | –     | –      | –        |
| 2001   | 125 cm³ | Aprilia   | 2      | –     | –      | –     | –      | –        |
| 2002   | 250 cm³ | Aprilia   | 16     | –     | –      | –     | 14     | 23.      |
| 2003   | 250 cm³ | Aprilia   | 16     | –     | –      | –     | 34     | 13.      |
| 2004   | 250 cm³ | Aprilia   | 14     | –     | –      | –     | 31     | 17.      |
| 2005   | 125 cm³ | Honda     | 16     | –     | 3      | –     | 113    | 9.       |
| 2006   | 125 cm³ | Aprilia   | 16     | 2     | 5      | –     | 197    | 3.       |
| 2007   | 125 cm³ | Aprilia   | 17     | 5     | 13     | 2     | 277    | 2.       |
| 2008   | 250 cm³ | Aprilia   | 16     | –     | –      | –     | 64     | 14.      |
| 2009   | 250 cm³ | Honda     | 16     | –     | 1      | –     | 105    | 9.       |
| 2010   | Moto2   | Suter     | 17     | –     | –      | –     | 18     | 26.      |
| 2011   | 125 cm³ | Aprilia   | 17     | 1     | 4      | 1     | 177    | 5.       |
| 2012   | Moto3   | Kalex-KTM | 12     | –     | –      | –     | 63     | 16.      |
| Gesamt | Gesamt  | Gesamt    | 177    | 8     | 26     | 3     | 1093   |          |